# 粗毛牛膝菊
粗毛牛膝菊（学名：Galinsoga quadriradiata），又名粗毛小米菊，为菊科牛膝菊属下的一种一年生草本植物，高度在10至60釐米左右，原產於墨西哥中部，但後來被引入到了世界各地。

## 扩展阅读
- 維基物種上的相關：粗毛牛膝菊